# Bảo tàng nghệ thuật Daejeon
Bảo tàng nghệ thuật Daejeon (hay còn gọi là Bảo tàng nghệ thuật đô thị Daejeon) nằm gần ở 396 Mannyeon-dong, Seo-gu, công viên Expo ở Daejeon, Hàn Quốc. Nó mở cửa vào 15 tháng 4 năm 1998.

## Liên kết
- Trang chủ chính thức Lưu trữ ngày 26 tháng 11 năm 2002 tại Wayback Machine